# Monika Bergmann (Kanutin)
Monika Bergmann ist eine ehemalige deutsche Kanutin.
Ihr Stammverein waren die Rheinbrüder Karlsruhe. 1971 wurde sie im Kanurennsport zusammen mit Sylvia Schneider, Heiderose Wallbaum und Ilse Schneider Deutsche Meisterin im Vierer-Kajak. In der gleichen Disziplin errang sie 1970 eine Bronzemedaille bei den Weltmeisterschaften in Kopenhagen.

## Quelle
- Eintrag auf Sport-Komplett

| Personendaten    | Personendaten    |
| ---------------- | ---------------- |
| NAME             | Bergmann, Monika |
| KURZBESCHREIBUNG | deutsche Kanutin |
| GEBURTSDATUM     | 20. Jahrhundert  |